# Одотей
Одотей (Odotheus; готски: Audaþius = "Fortunate servant"; + 387 г.) e генерал на гревтунгите.
Навлиза през 387 г. с гревунгите в Тракия в територията на Източната Римска империя.
При битка през 387 г. с генерал Флавий Промот на Дунав той е убит.